# Rauhes Moor (Niedersachsen)
Das Rauhe Moor ist ein Naturschutzgebiet in der niedersächsischen Gemeinde Halvesbostel im Landkreis Harburg.

## Allgemeines
Das Naturschutzgebiet mit dem Kennzeichen NSG LÜ 038 ist 7 Hektar groß. Das Gebiet steht seit dem 17. Mai 1978 unter Naturschutz. Zuständige untere Naturschutzbehörde ist der Landkreis Harburg.

## Beschreibung
Das Naturschutzgebiet liegt südöstlich des zu Halvesbostel gehörenden Ortsteils Holvede und stellt ein kleines Moorgebiet mit einem Durchmesser von etwa 200 Metern unter Schutz, das sich in einer flachen Bodenmulde gebildet hat. Im Westen des Naturschutzgebietes sind alte Torfstiche zu finden. Das abflusslose Moorgebiet ist von landwirtschaftlichen Nutzflächen und Wald umgeben.